# Steven Levy
Steven Levy (1951 –) amerikai újságíró, aki számos könyvet írt számítógépekről, technológiáról, kriptográfiáról (titkosítás-tudomány), internetről, netbiztonságról és adatvédelemről.
A Wired magazin vezető szerkesztője. Korábban a Newsweek hírmagazin fő technológiai szakírója és vezető szerkesztője volt; a "Random Access" rovatot szerkesztette a havonta megjelenő "Focus On Technology" kiadványban. Cikkei jelentek meg a Harper's, Macworld, The New York Times, The New Yorker, Premiere és Rolling Stone magazinokban is.
Walter Mossberg mellett ő az Apple Computer egyik fő kritikusa. 2004 júliusában Levy írt egy címlapsztorit, melyben interjút készített az Apple igazgatójával, Steve Jobsszal, ebben lerántotta a leplet a negyedik generációs iPodról, még mielőtt az Apple bejelentette volna a terméket – ez egy szokatlan esemény volt, mivel az Apple arról híres, hogy soha nem szivárogtat ki idő előtt információkat a sajtónak.
Levy számos díjat nyert, többek között a "Computer Press Association Award" -díjat egy cikkért (amelynek társszerzője volt 1998-ban) a „2000. év-problémáról”.
Levy a Temple Universityn bakkalaureusi fokozatot szerzett, a mesteri fokozatot irodalomból szerezte meg a Pennsylvania State Universityn. New Yorkban él Pulitzer-díjas feleségével, Teresa Carpenterrel és fiukkal.

## Könyvei
- In The Plex: How Google Thinks, Works, and Shapes Our Lives (2011)
- The Perfect Thing: How the iPod Shuffles Commerce, Culture, and Coolness (2006)
- Crypto: How the Code Rebels Beat the Government Saving Privacy in the Digital Age (2001)
- Insanely Great: The Life and Times of Macintosh, the Computer That Changed Everything (1994)
- Artificial Life: The Quest for a New Creation (1992)
- The Unicorn's Secret: Murder in the Age of Aquarius (1988)
- Hackers: Heroes of the Computer Revolution (1984)

## Érdekességek
- Steven Levy 1978-ban megtalálta Albert Einstein agyát egy patológus laborjában, aki boncolás után tartósította azt.